# Ариизация

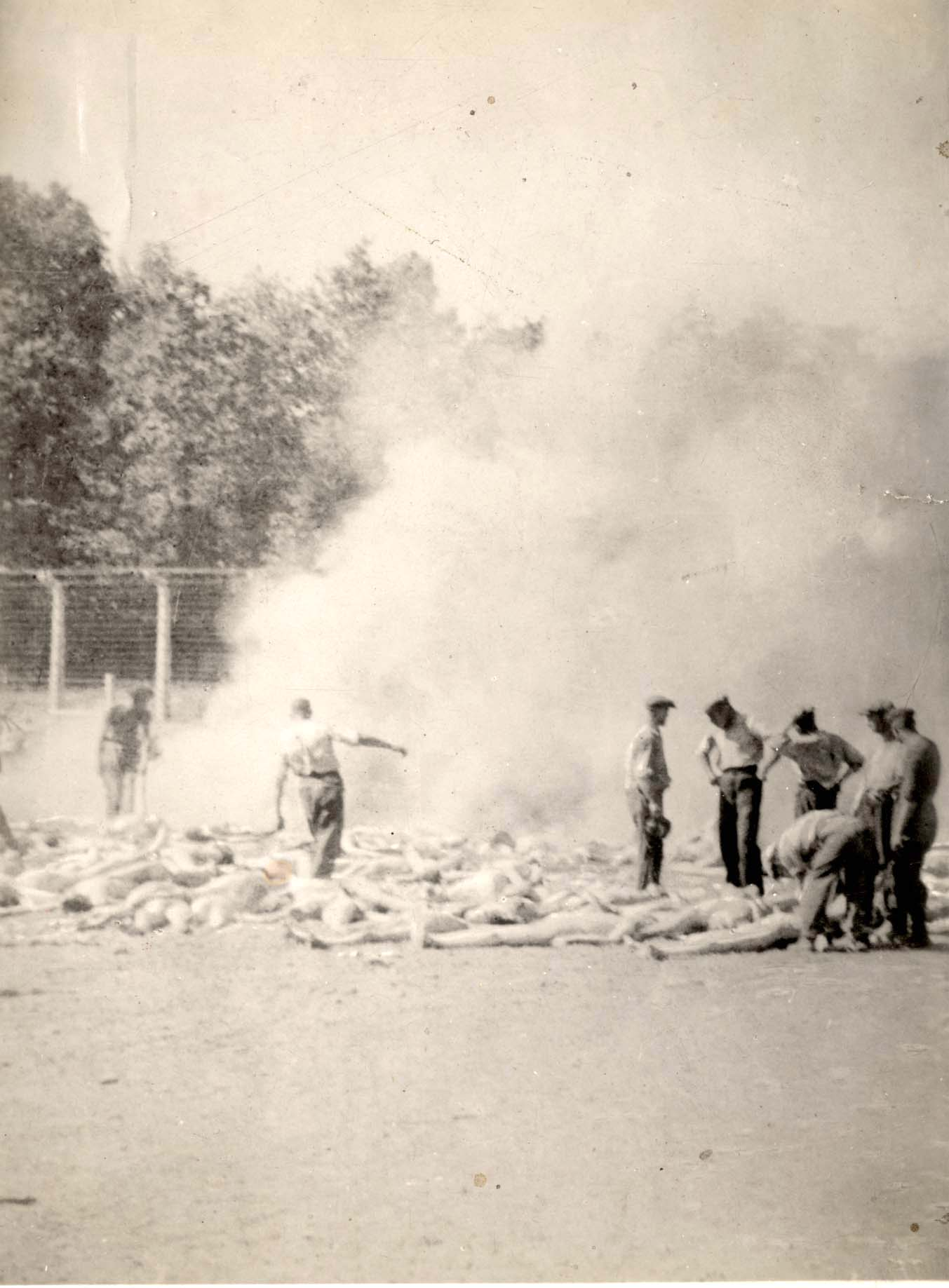
Члены зондеркоманды сжигают тела убитых газом заключенных Освенцима после удаления золотых зубов, август 1944 года

«Ариизация», «арианизация» (нем. Arisierung, от Arier — ариец), «деевреизация» (нем. Entjudung) — политика насильственного изгнания евреев из общественной жизни, деловой и научной сфер и жилья в нацистской Германии, других странах «Оси» и оккупированных ими территориях. Политика включала, в частности, перевод, в том числе конфискацию, еврейской собственности в пользу «арийцев» с целью «деевреизации экономики», в частности перевод собственности евреев в руки государства и немецких промышленно-финансовых кругов. С точки зрения других правовых систем квалифицируется как грабёж (открытое хищение чужого имущества).
Процесс начался в 1933 году в нацистской Германии с перевода еврейской собственности и закончился Холокостом. Формально сделки по передаче еврейского имущества оформлялись как продажа, но по сути это было принуждение и вымогательство. Обычно выделяется две фазы этого процесса: первая фаза, при которой создавалась видимость законности, и вторая фаза, когда конфискация проходила более открыто. В обоих случаях «ариизация» соответствовала нацистской политике и определялась, поддерживалась и проводилась силами и средствами немецкой юридической и финансовой бюрократии.
От 230 до 320 миллиардов долларов (в долларах 2005 года) было изъято у евреев по всей Европе. Согласно Майклу Бейзилеру, «Холокост был одновременно величайшим убийством и величайшим грабежом в истории».

## Германия

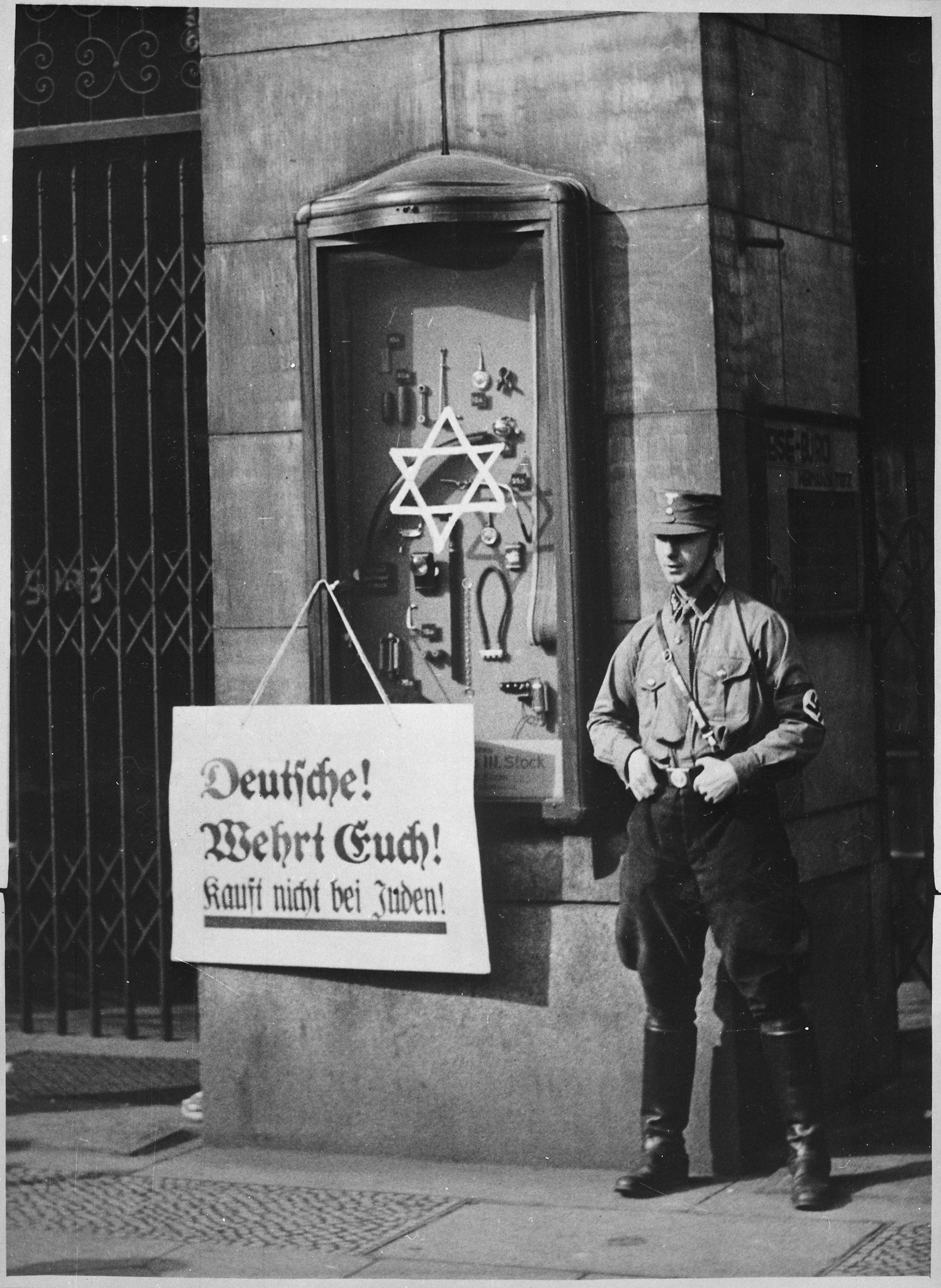
Член СА перед универмагом Тиц во время «Еврейского бойкота», Берлин, 1933

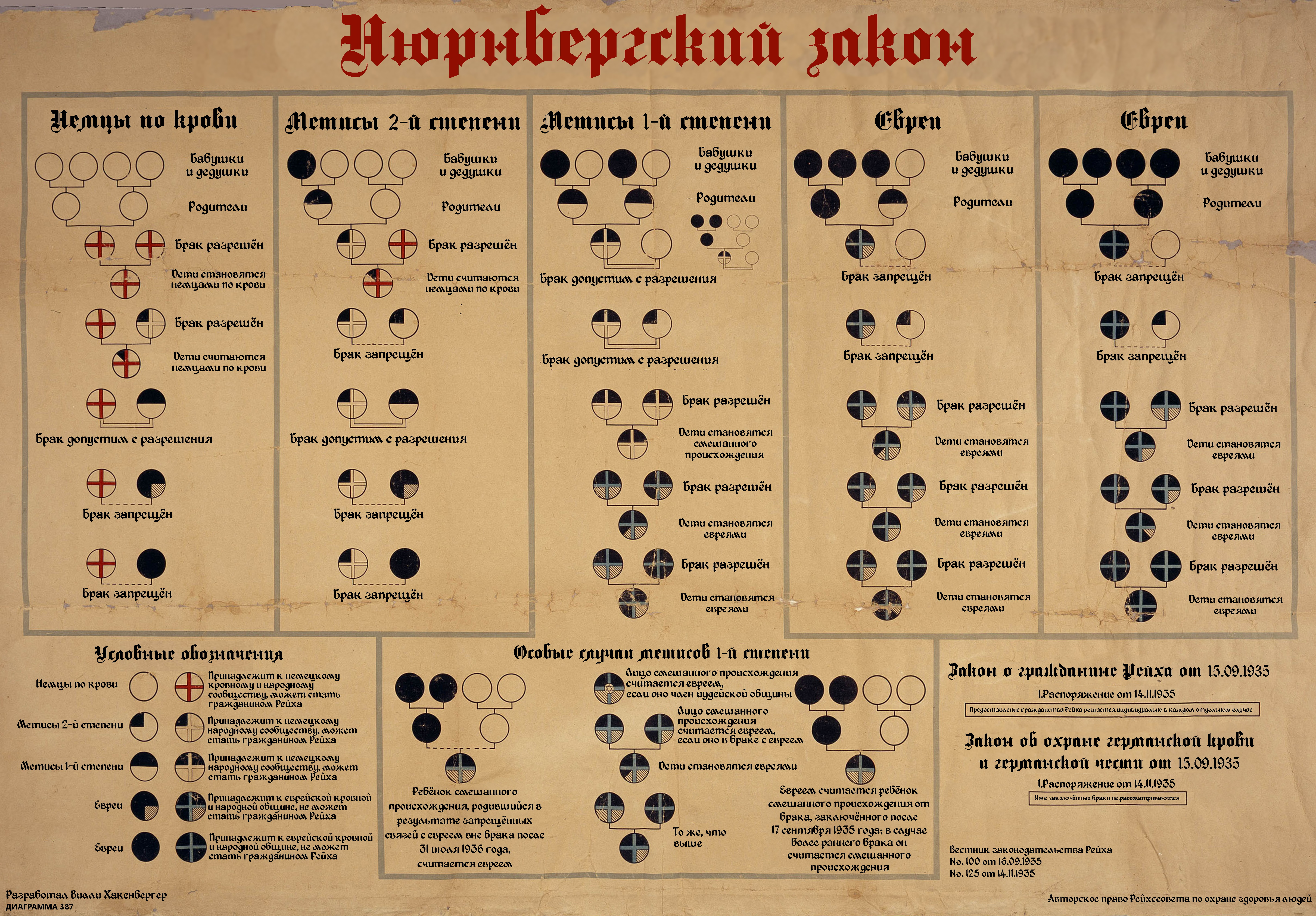
Диаграмма 1935 года, объясняющая Нюрнбергские расовые законы, определяющие принадлежность к «арийцам», евреям или мишлингам. Перевод

Начиная с прихода нацистов к власти в Германии в 1933 году, с помощью «арийского» параграфа, а затем и с 1935 года — с помощью Нюрнбергских законов, исключивших евреев из общественно-политической жизни, началось их вытеснение из экономической сферы. Они были отстранены от работы в государственном секторе, в том числе на государственной службе и в преподавании. Еврейские преподаватели были исключены из отделений немецких университетов в таких городах, как Гамбург, Берлин, Франкфурт-на-Майне, Бреслау, Гейдельберг, Бонн, Кёльн, Вюрцбург и Йена.
26 апреля 1938 года было издано распоряжение, которое обязывало евреев подать сведения о собственности стоимостью более 5 тысяч марок и ограничивало их право пользоваться банковскими счетами. 14 июня 1938 года была введена обязательная регистрация предприятий, которыми владели евреи, а затем началась продажа этих предприятий по бросовым ценам. Средства, полученные от продажи перечислялись на счета бывших владельцев, которыми они, однако, не имели возможности воспользоваться. 3 декабря 1938 года стоимость земель, которыми владели евреи, была заморожена на низком уровне. Евреям запрещалось торговать ценностями. Властями была проведена почти безвозмездная конфискация собственности.
До прихода нацистов к власти в Германии (1933) евреи владели около 100 тысячами предприятий в Германии. К 1938 году бойкот, запугивание, принудительный выкуп и ограничения по профессиям в значительной степени вытеснили евреев из экономической жизни. Согласно музею Яд ва-Шем, в Германии «из 50 000 магазинов, находящихся в собственности евреев, существовавших в 1933 году, в 1938 году осталось только 9 000».
«Ариизации» подвергались в первую очередь небольшие предприятия, особенно в провинции. «Ариизация» больших предприятий усилилась в конце 1937 — начале 1938 годов после снятия Ялмара Шахта с поста министра экономики и назначения Германа Геринга ответственным за четырёхлетний план экономического подъёма.
Вытеснение евреев сопровождалось их почти тотальным ограблением при эмиграции. Политика нацистов по изъятию имущества беженцев ужесточалась с 25 % в 1933 году до почти 90 % к 1938 году.
Выгоды от политики «ариизации» получили в основном крупные немецкие банки и концерны — И. Г. Фарбениндустри, группа Флика и др. После завершения Второй мировой войны пострадавшие от «ариизации», получили от правительства ФРГ компенсацию.

## Франция

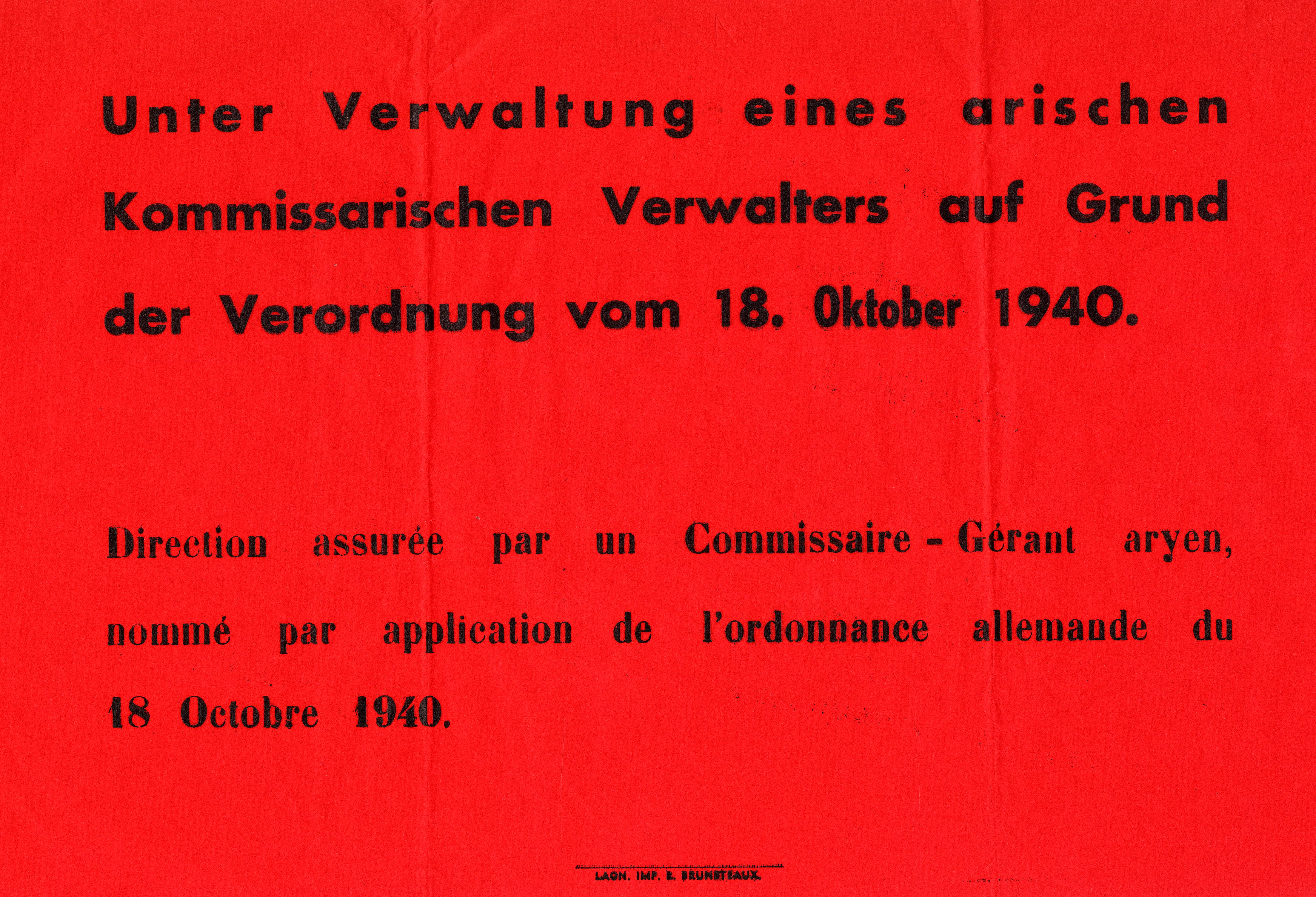
Плакат: «При арийской администрации», Лан, 1940

27 сентября 1940 года военный командующий Парижа Отто фон Штюльпнагель приказал евреям пройти специальную регистрацию, а 18 октября 1940 года — еврейским предприятиям оккупированной Франции. В ноябре 1940 года он сообщил своим военным начальникам округов, что «ариизация» еврейской собственности была осуществлена по приказу Вальтера фон Браухича. Арианизация была проведена Службой контроля правительства Виши, при этом Штюльпнагель оставил за собой право назначать попечителей еврейских промышленных компаний, чтобы иметь возможность оказывать содействие немецким покупателям. 17 декабря 1941 года Штюльпнагель приказал наложить «еврейский штраф» в размере одного миллиарда франков, который Ассоциация евреев Франции должна была выплатить частями.

## Италия

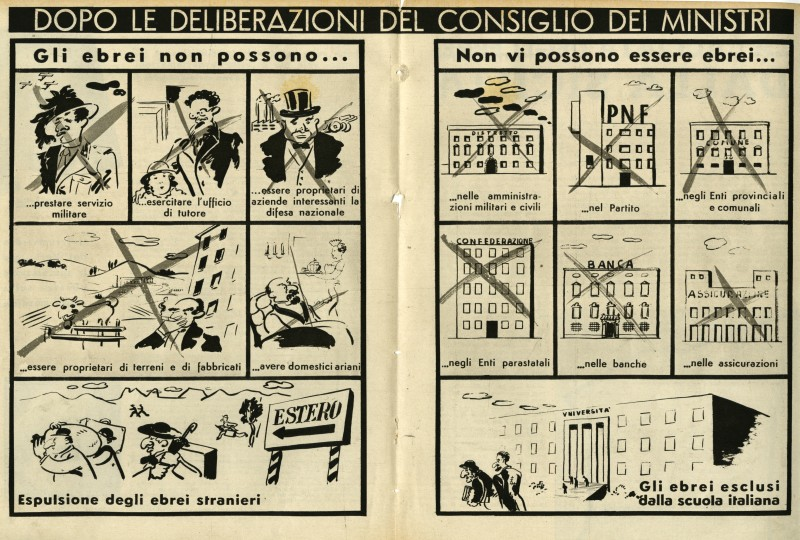
Презентация антиеврейских мер, опубликованная в La difesa della razza, ноябрь 1938

Фашистская Италия при Муссолини в рамках политики оппортунизма приняла антисемитскую политику с целью «не преследовать, а дискриминировать». В середине ноября 1938 года была подготовлена антиеврейская хартия, после чего были установлены и зарегистрированы евреи и еврейская собственность. В экономической сфере жизненное пространство евреев постепенно сокращалось. Список дискриминационных законов и постановлений расширялся и ужесточался почти каждую неделю не только правительством, но также муниципалитетами и провинциями.
Итальянские расовые законы предусматривали исключения для «достойных» евреев и в сомнительных случаях. Возникшая в результате коррупция стала настолько скандальной, что Главное управление по демографическим и расовым проблемам (Direzione generale per la demographia e la razza) подверглось критике даже внутри самой Итальянской фашистской партии.
В Итальянской Ливии губернатор Итало Бальбо выступил против слишком строгого соблюдения правил и получил от Муссолини свободу применять законы и постановления только в той мере, в какой это позволяли ливийские условия. Расовые законы и постановления были также распространены на аннексированные регионы, в то время как в оккупированных Италией районах Южной Франции, Югославии и Греции расовый вопрос не поднимался.

## Румыния
В Румынии процесс «ариизации» поддерживался как налоговыми льготами, так и прямой конфискацией имущества. Сторонники ужесточения политики жаловались, что некоторые евреи смогли обойти правила, передав свой бизнес румынским владельцам только на бумаге. Хотя политика «ариизация» была в некоторой степени вдохновлена аналогичной политикой Германии, ключевые решения принимали румынские власти:49.

## Словакия
В 1940 году в Словацкой республике существовало около 12 300 еврейских предприятий. К 1942 году 10 000 были ликвидированы, а остальные «ариизированы» путем передачи нееврейским владельцам.

## В популярной культуре
- «Ариизации» в Словакии посвящён чехословацкий фильм 1965 года «Магазин на площади» («Obchod na korze»), который был удостоен премии Оскара.